# Santa María (Buenos Aires)
Santa María o Colonia Tres (alemán: Heilige Maria) es una localidad en la provincia de Buenos Aires, Argentina. Está situada en el partido de Coronel Suárez.

## Ubicación
Se encuentra a 15 km al sur de la ciudad de Coronel Suárez a través de la ruta provincial 85.

## Población
Cuenta con 1,832 habitantes (Indec, 2010), lo que representa un incremento del 10 % frente a los 1,665 habitantes (Indec, 2001) del censo anterior.
| Gráfica de evolución demográfica de Santa María entre 1991 y 2010 |
|                                                                   |
| Fuente: Censos nacionales del INDEC                               |

 Esto tiene que ver con la fuerte inmigración que existe actualmente,debido a fuentes de trabajo, búsqueda de tranquilidad para vivir, entre otros.

## Historia
En sus comienzos, los colonos la llamaban Kamenka en referencia a la aldea alemana de la cual provenían sus primeros moradores. Fue fundada el 11 de mayo de 1887 por 26 familias de alemanes del Volga, cuyos hombres fueron los firmantes:
- Juan Reser
- Juan Graff
- José Meier
- José Schneider
- Jacobo Fogel
- José Schroh
- José Streitenberger
- Federico Streitenberger
- Jorge Streitenberger
- José Meier (h)
- José Schneider (h)
- Miguel Schneider
- Juan Schneider
- Juan Dailoff
- Nicolás Walter
- José Schmidt
- Leonardo Valentín scheffer
- Jacobo Schwindt
- Antonio Schwindt
- Miguel Siebenhar
- Juan Maier
- Nicolás Hasper
- Gottlieb Schneider
- Jacobo Schermer
- Juan Schwindt
- José Weimann

## Lugares de interés
La Gruta Nuestra Señora de Fátima (Ruta provincial 85, en la entrada a la colonia Santa María), plaza Andenkenplatz (Lugar de Recuerdos), la  Av. 11 De Mayo (el nombre original en dialecto alemán es Vordere Gasse y sus pobladores la llaman calle ancha). Es el espacio público equivalente a la plaza en los pueblos trazados con el damero colonial hispano. En la misma se ubican las instituciones principales, la parroquia Natividad de María Santísima y el Kapeller (capilla), la escuela y el club; las viviendas de las familias más importantes de la comunidad. En la plazoleta central o bulevar, se erigen monumentos en homenaje a los acontecimientos históricos o a las referencias de valores tradicionales de la cultura de los alemanes del Volga (Monumento al Centenario, Monumento a los caídos en Malvinas, Monumento a la Madre, Monumento a La Virgen María, Mástil Patrio y Monumento al Trabajo), el centro cultural y la Casa del Fundador (museo y centro de interpretación de la vida típica de una familia antiguamente). Otros lugares para visitar son las canchas de kosser, el museo parque La Palmera a un kilómetro de la colonia y el balneario Domingo Nicolás Moccero (Arroyo Sauce Corto y Puente Las Delicias) a tres kilómetros de la colonia.

## Parroquias de la Iglesia católica en Santa María
| Arquidiócesis | Bahía Blanca                 |
| ------------- | ---------------------------- |
| Parroquia     | Natividad de María Santísima |

## Turismo
Fue declarado como pueblo turístico por la Dirección de Turismo de la provincia de Buenos Aires.
Desde el año 2016 se celebra la "Strudel Fest", fiesta nacional del strudel.